# Myctophum lunatum
Myctophum lunatum és una espècie de peix de la família dels mictòfids i de l'ordre dels mictofiformes.

## Morfologia
- Els mascles poden assolir 5,7 cm de longitud total.[4][5]

## Hàbitat
És un peix marí i d'aigües tropicals.

## Distribució geogràfica
Es troba a l'Índic i l'oest del Pacífic.